# 도부 월드스퀘어

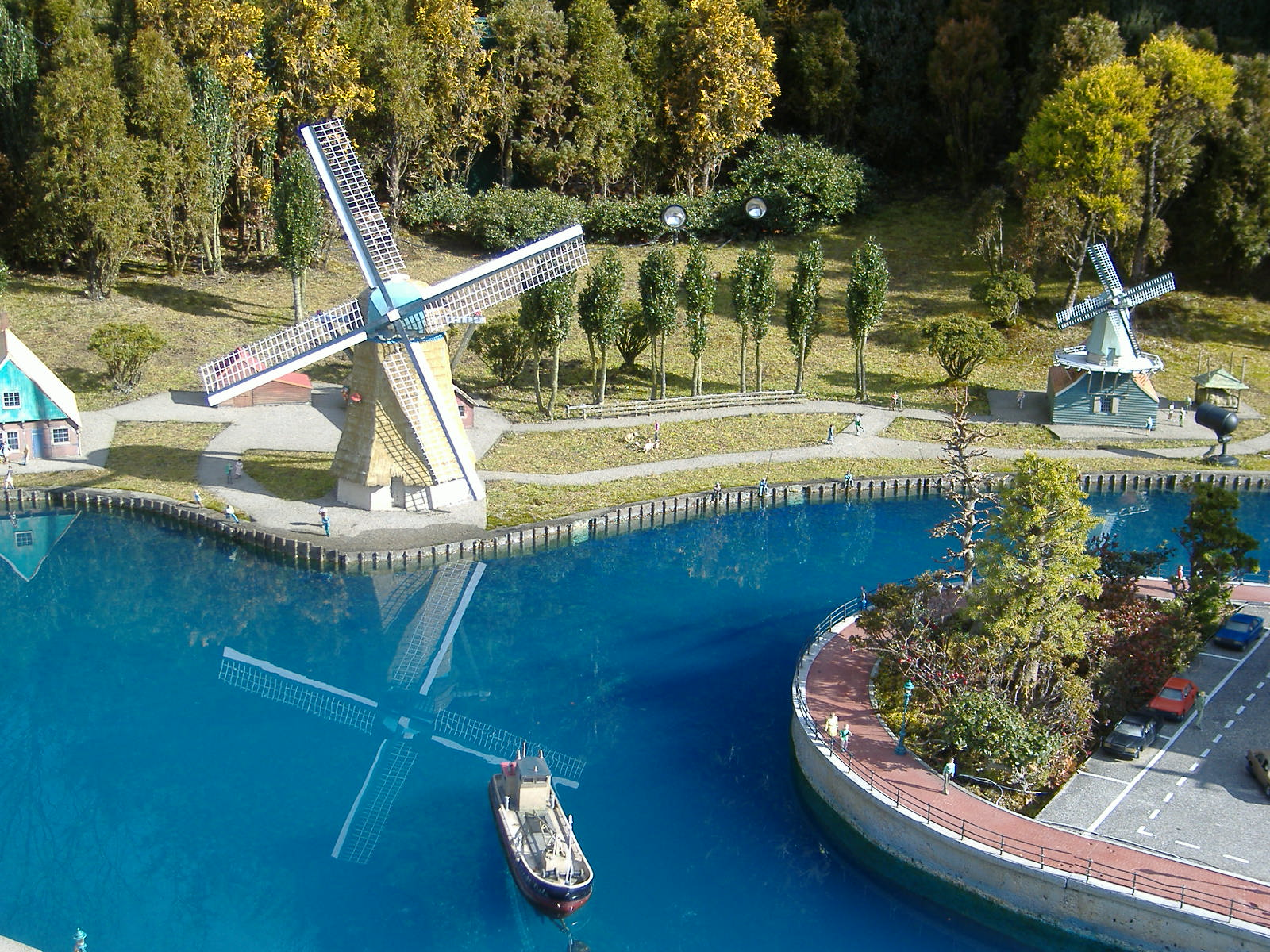
도부 월드스퀘어

도부 월드스퀘어(일본어: 東武ワールドスクウェア)은 일본 도치기현 닛코시 기누가와 온천에 있는 미니어처 테마파크이다.